# 山河燃燒
山河燃燒（日语：山河燃ゆ）是NHK於1984年1月8日～12月23日製播的第22部大河劇，全51回。
原作是山崎豐子的｢兩個祖國｣，是繼1980年《獅子的時代》後，第二度以虛構人物作主角。故事以日裔美國人第二代兄弟為中心，描寫其友人與家族在太平洋戰爭被分裂的悲劇。由於本劇播出時許多政要角色依舊在世(包含當時在位的昭和天皇)，原作在執筆時取材相當嚴謹，內容提及日裔美國人囚禁、日中戰爭與遠東國際軍事法庭等史實時都做過採訪考證。故事的時代背景與和山崎女士另一部作品《大地之子》接近，類似於記實小說。是大河劇第一次以昭和時期為主題的作品，也是大河劇「近現代三部作」（另外兩部是翌年的《春之波濤》、再翌年的《命》）裡的第一部。

## 工作人員
- 原作：山崎豐子
- 劇本：市川森一
- 一部共同脚本：香取俊介
- 音樂：林光
- 制作：近藤晉
- 導演：村上佑二、伊豫田靜弘、佐藤幹夫、松岡孝治、田島照、松平保久、小林武

## 出演

### 虛構人物
- 美國篇出演者
  - 天羽賢治（主人公，一生堅守公理和正義）：松本幸四郎
  - 查理田宮：澤田研二（主人公的友人，後來成為美軍軍官）
  - 井本（田宮）梛子：島田陽子（賢治之友，與查理結婚後離婚，之後與父親在戰時回到故鄉廣島，於原子彈爆炸中在廣島車站倖存，但最後仍由於輻射併發白血病而死）
  - 畑中（天羽）艾美：多岐川裕美（賢治之妻，賢治出戰太平洋戰線時，被家中附近的白人遊民強姦，最後酒精中毒）
  - 天羽亞瑟：佐藤翼→岡田二三（賢治的長男）
  - 天羽乙七：三船敏郎（賢治之父，本是鹿兒島縣鄉士的七男，後來移民到美國。起初經營農場，之後在洛杉磯的日本人街經營乾洗店，卻因羅斯福總統發布行政命令9066號而被沒收財產，最後被送到加州的收容所）
  - 天羽照：津島惠子（賢治之母，憑著一張新娘照片，而從日本到美國與乙七結婚）
  - 天羽勇：堤大二郎（賢治的么弟，加入美國陸軍442步兵團赴歐洲作戰，不幸失去聽覺）
  - 天羽春子：柏原芳惠（賢治之妹）
  - 畑中萬作：山田吾一（艾美之父，在日本人街經營旅館）
  - 畑中定代：鹽澤時（艾美之母）
  - 井本虎造：大木實（梛子之父，搭戰時交換船回廣島，卻在廣島遭到原子彈炸死）
  - 井本廣子：加藤和子（梛子之妹，當父親與姊姊回日本時，一個人留在美國做護士。戰後成為從軍護士，回到廣島任職）
  - 瑪麗田宮（田宮萬里子）/手塚理美（查理之妹）
  - 瑪麗安・歐爾頌：廣子・葛蕾絲（勇的戀人，後來與失去聽力的勇結婚。）

- 日本（包含太平洋戰線）篇
  - 天羽忠：西田敏行（賢治之弟，與三島典子假結婚，原本送典子去美國與賢治團聚，卻因太平洋戰爭爆發而中途返航。之後因徵兵成為日本兵，與身處菲律賓戰線的賢治對立。）
  - 三島典子：大原麗子（賢治在日本時代的恋人，因226事件偶然與賢治相識。因為賢治是日系二世身份的關係，被父親反對結婚，但後來卻與忠假結婚，前往美國追尋賢治，然而仍因為太平洋戰爭的關係被分離）
  - 天羽島：丹阿彌谷津子（住在鹿兒島，是賢治與忠的姑姑，以代替母親的身份養育十歲前往日本的賢治）
  - 川邊庄平：川谷拓三（攝影師，為人古道熱腸，是賢治所屬「外國電影鑑賞會｣的成員，戰後因冤罪被英軍處刑）
  - 楠田武：渡邊謙（學生，和川邊同樣是「外國電影鑑賞會」的成員，後來因學徒出陣成為特攻隊成員）
  - 三島啟介：篠田三郎（教師，同為「外國電影鑑賞會」的成員，是典子之兄，後因徴兵忌避而逃亡並遭到逮捕）
  - 荒木義勝：柴田恭兵（特高警察刑警，對身為日系二世的賢治與從事左翼活動的啟介相當注意）
  - 島木文彌：兒玉清（外務省對美交涉擔當課長，因為同鄉的關係，對身為大學後輩的賢治相當關照）
  - 三門百蘭：泉萍子（說書人，偶然與忠認識，後來對他相當有幫助）
  - 白濱：柳生博（「外國電影同好會」場地、咖啡廳「丁香」的開明老闆，東京大空襲時在失火的咖啡廳裡燒死）
  - 張美齡：陳美齡（「丁香」的中國裔店員，對楠田有愛慕之心，卻隨著楠田出征而分別）
  - 詹姆士・湯森：肯特・吉柏（美國駐東京記者，與賢治在226事件時偶然認識，後死於日本右翼的暗殺）
  - 伊佐新吉：矢崎滋（忠的戰友，原本是役場勤務，對軍事並不專長。在菲律賓戰線受傷，後來被美軍俘虜，在俘虜收容所拍照，用以呼籲日軍投降）
  - 鬼頭軍曹：綿引勝彥（忠的上司，以忠曾是美籍日本人的關係虐待忠）
  - 久永中尉：龍崎勝（因為典子父親意願關係而與典子訂婚的人，得知典子喜歡的是賢治後把賢治痛毆一頓，曾參與日軍在上海的暴行）
  - 三島誠之助：山內明（典子之父，內務省官僚）

### 真實人物
- 東鄉茂德：鶴田浩二
- 高橋是清：入江正夫
- 岡田啟介：築地博
- 松尾傳藏：山田博行
- 齋藤實：山本武
- 渡邊錠太郎：平野元
- 栗原安秀中尉：中田讓治
- 鈴木貫太郎：平野元
- 道格拉斯·麥克阿瑟：迪克・奈比亞斯
- 威廉·韦伯（遠東國際軍事法庭裁判長）：
- 约瑟夫·季南（同法庭主席檢事）：喬伊・葛雷斯
- 拉达宾诺德·巴尔（同法庭檢事，遠東法庭印度代表）：丹尼斯・馬蒂耶斯
- 東條英機：渥美國泰
- 廣田弘毅：武内文平
- 荒木貞夫：鈴木昭生
- 大川周明：庄司永建
- 木村兵太郎：有馬昌彥
- 橋本欣五郎：前澤迪雄
- 賀屋興宣：齋藤英雄
- 島田繁太郎：入江正夫
- 鈴木貞一：井上正彥
- 岸信介：岡田映一
- 杉山元：福原秀雄
- 井野碩哉：柳田豐
- 寺島健：稻川善一
- 岡敬純：平野元
- 永野修身：田中明夫
- 星野直樹：築地博
- 武藤章：川部修詩
- 昭和天皇：高橋昌也

## 各集篇名
- 第1回 	昭和十一年、雪
- 第2回 	戒嚴令
- 第3回	悲傷的序曲
- 第4回	告別的繪草子
- 第5回	家族
- 第6回	Little Tokyo(小東京)
- 第7回	草原情歌
- 第8回	前往中國大陸
- 第9回	上海的一滴眼淚
- 第10回	戰都
- 第11回	現在 再一次
- 第12回	大陸的來信
- 第13回	告別的青春
- 第14回	再見 日本
- 第15回	開戰前夕
- 第16回	1941年12月8日
- 第17回	Pearl Harbor(珍珠港)
- 第18回	戰爭下的鄰居
- 第19回	埋藏日本刀的日子
- 第20回	總統令9066
- 第21回	曼贊納拘留所
- 第22回	荒野的派對
- 第23回	彩虹的另一方
- 第24回	祖國美國
- 第25回	暴動
- 第26回	人間試煉
- 第27回	告別拘留所
- 第28回	美國陸軍日語學校
- 第29回	離婚
- 第30回	血證
- 第31回	太平洋戰線
- 第32回	兩個戰場
- 第33回	誰不想家
- 第34回	東京大空襲
- 第35回	兄弟對決
- 第36回	終戰
- 第37回	Hiroshima(廣島)
- 第38回	東京大審判開庭
- 第39回	監視器
- 第40回	變身
- 第41回	凱旋
- 第42回	英靈
- 第43回	古都憂愁
- 第44回	珍珠港攻擊之謎
- 第45回	Washington Heights(華盛頓高地)
- 第46回	有限的生命
- 第47回	燒傷的聖夜
- 第48回	兄弟和解
- 第49回	最終結論
- 第50回	宣告
- 完結篇	嶄新的旅程

## 總集篇
- 第1回 	曼贊納的風
- 第2回 	戰場的兄弟
- 第3回	嶄新的旅程